# リボースリン酸ジホスホキナーゼ
リボースリン酸ジホスホキナーゼ(ribose-phosphate diphosphokinase)またはホスホリボシルピロリン酸シンターゼ(phosphoribosyl pyrophosphate synthetase, PRPS)は、リボース-5-リン酸をホスホリボシル二リン酸に変換する酵素である。

## 機能
プリンやピリミジンを持ったヌクレオチド、補因子のNADおよびNADP、ヒスチジンやトリプトファンといったアミノ酸の合成に関わる。ペントースリン酸経路に由来するリボース-5-リン酸を、これらの合成系に振り向ける酵素である。

## 反応
ATP + D-リボース5-リン酸 {\displaystyle \rightleftharpoons } AMP + 5-ホスホ-α-D-リボース1-二リン酸
PRPSには先にリボース-5-リン酸が結合し、次いでMg-ATPが結合すると転移反応が起きてAMPが放出され、最後に生成物であるホスホリボシル二リン酸が放出される。反応機構は、リボース-5-リン酸の水酸基がATPのリン原子（β）を求核攻撃することによる。